# Procambarus latipleurum
Procambarus latipleurum là một loài tôm sông trong họ Cambaridae. Nó là loài đặc hữu của Gulf County, Florida, and is listed as Data Deficient on the Sách Đỏ IUCN.